# آداب معاشرت محل کار

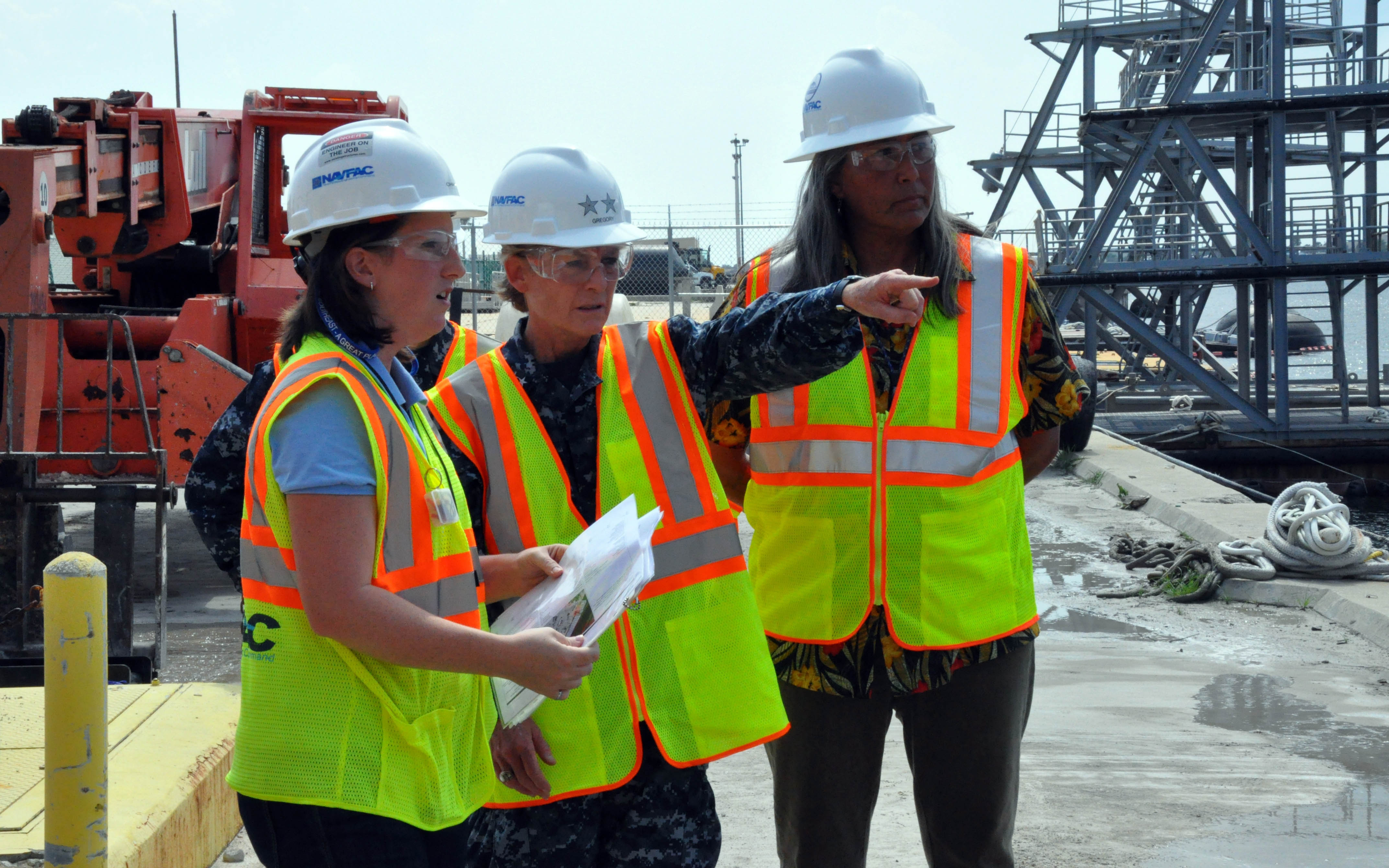
به تن داشتن لباس کار تعریف شده در هر محیط کاری، از مصادیق آداب معاشرت محل کار می‌باشد

آداب معاشرت محل کار یا اتیکت مجموعه دستورالعمل‌هایی است که رفتارهای بین فردی کارکنان در یک محیط کاری را تعریف می‌کنند. این موازین بر حسب سازمان یا کشور تفاوت می‌کند و هیچ پروتکل بین‌المللی در این خصوص تدوین نشده‌است. نحوه لباس پوشیدن، نحوه تعاملات درون‌سازمانی با سایرین، رعایت نکات ایمنی به ضرورت محیط کارهای گوناگون و پذیرفتن عدم استفاده از وسایل ارتباطی و تفریحی در محیط کار نظیر تلفن همراه، شبکه‌های اجتماعی و بازی‌های کامپیوتری، از مصادیق این امر می‌باشد.